# 安德里亚斯·凯特苏拉斯
安德鲁“安德里亚斯”凯特苏拉斯（英語： 1946年5月18日- 2006年2月13日），是一名美国演员，知名的角色有大使吉凯于科幻电视剧系列《巴比伦5号》，1993年电影《亡命天涯》中的独臂罪犯赛克斯，1996年电影《最高危機》中的恐怖份子領袖亞法，还有身为罗慕伦中的托马拉克指挥官于《星际迷航：下一代》。他也饰演了Vissian队长Drennik于《星际迷航：企业》的插曲“Cogenitor”。